# Limnichus palawanus
Limnichus palawanus is een keversoort uit de familie dwergpilkevers (Limnichidae). De wetenschappelijke naam van de soort werd in 1973 gepubliceerd door Joseph Delève.